# James Wani Igga
 (janvier 2020).
Si vous disposez d'ouvrages ou d'articles de référence ou si vous connaissez des sites web de qualité traitant du thème abordé ici, merci de compléter l'article en donnant les références utiles à sa vérifiabilité et en les liant à la section « Notes et références ».
James Wani Igga (né en 1949, à Krillo dans le comté de Djouba (en)) est un homme politique sud-soudanais.
Il est vice-président du Soudan du Sud de 2013 à 2016 et deuxième vice-président de la République de 2016 à 2025. Il a été président de l'Assemblée législative nationale de 2011 à 2013 et secrétaire général du Mouvement populaire de libération du Soudan (SPLM).

## Biographie

### Enfance et formation
Il est né en 1949 à Lobonok Payam.

### Carrière
Le président Salva Kiir nomme Igga vice-président le 23 août 2013 pour remplacer Riek Machar, qu'il avait démis de ses fonctions un mois plus tôt. Il démissionne de son poste de président de la Législature nationale. James Wani Igga a été confirmé à l'unanimité par l'Assemblée nationale le 26 août 2013.
Le 1er octobre 2015, il représente le Soudan du Sud aux Nations Unies.
Le 26 avril 2016, il est nommé deuxième vice-président de la République. Il est confirmé dans ses fonctions le 22 février 2020.
En février 2025, le président Kiir remplace James Wani Igga au poste de deuxième vice-président par Benjamin Bol Mel (en). James Wani Igga est nommé secrétaire général du SPLM.